# Scottish Premiership
Scottish Premiership, även kallad cinch Premiership på grund av sponsorskäl är den högsta divisionen inom Scottish Professional Football League, det vill säga den professionella herrfotbollens seriespel i Skottland. Serien bildades i juli 2013, sedan Scottish Professional Football League bildats genom sammanslagning av Scottish Premier League och Scottish Football League.

## Klubbar säsongen 2022/23
| Lag                 | Stad       | Stadium            | Kapacitet | Placering 2021–22           |
| ------------------- | ---------- | ------------------ | --------- | --------------------------- |
| Aberdeen            | Aberdeen   | Pittodrie Stadium  | 20 866    | 10:a                        |
| Celtic              | Glasgow    | Celtic Park        | 60 411    | 1:a                         |
| Dundee United       | Dundee     | Tannadice Park     | 14 223    | 4:a                         |
| Heart of Midlothian | Edinburgh  | Tynecastle Park    | 19 852    | 3:a                         |
| Hibernian           | Edinburgh  | Easter Road        | 20 421    | 8:a                         |
| Kilmarnock          | Kilmarnock | Rugby Park         | 17 889    | 1:a i Scottish Championship |
| Livingston          | Livingston | Almondvale Stadium | 8 716     | 7:a                         |
| Motherwell          | Motherwell | Fir Park           | 13 677    | 5:a                         |
| Rangers             | Glasgow    | Ibrox Stadium      | 50 817    | 2:a                         |
| Ross County         | Dingwall   | Victoria Park      | 6 541     | 6:a                         |
| St. Johnstone       | Perth      | McDiarmid Park     | 10 696    | 11:a                        |
| St. Mirren          | Paisley    | St Mirren Park     | 8 023     | 9:a                         |

## Vinnare
- 2013/2014 – Celtic
- 2014/2015 – Celtic
- 2015/2016 – Celtic
- 2016/2017 – Celtic
- 2017/2018 – Celtic
- 2018/2019 – Celtic
- 2019/2020 – Celtic
- 2020/2021 – Rangers
- 2021/2022 – Celtic
- 2022/2023 –

### Fotnoter
1. ↑  ”SPFL: New Scottish league brands unveiled” (på engelska). BBC Sport. 24 juli 2013. http://www.bbc.co.uk/sport/0/football/23435136. Läst 2 november 2014.